# لینبورو (مریلند)
لینبورو (به انگلیسی: Lineboro) یک منطقهٔ مسکونی در ایالات متحده آمریکا است که در مریلند واقع شده‌است. لینبورو ۲۱۰ متر بالاتر از سطح دریا واقع شده‌است.